# Macrostemum paradiatum
Macrostemum paradiatum är en nattsländeart som beskrevs av Li och Tian 1991. Macrostemum paradiatum ingår i släktet Macrostemum och familjen ryssjenattsländor. Inga underarter finns listade i Catalogue of Life.